# Louis Joseph Favier
Louis Joseph Favier, né à Paris le 11 novembre 1776 et mort à Paris le 21 septembre 1855, est un ingénieur des Ponts et Chaussées français.

## Biographie
Élève de l'École polytechnique en 1796, il fait partie de l'Expédition d'Égypte.
Il passe un examen devant Monge au Caire, et est nommé ingénieur ordinaire des Ponts et Chaussées en décembre 1798.
Il est chargé de la voirie au Caire, puis attaché à l'avant-garde de l'armée en Syrie. À Saint-Jean-d'Acre, devant Bonaparte, voyant agoniser un sous-lieutenant de ses amis, il dénonce violemment les conquérants sans scrupules.
Le Père reprit les opérations interrompues pendant la Campagne de Syrie. Il quitte Le Caire le 29 septembre 1799 pour une deuxième campagne de nivellement. Le nivellement des lacs Amers au Mouqfar, sur 51 km de longueur, est effectué par les ingénieurs Fèvre, Dubois, Favier et Duchanoy, en présence de Le Père, du 8 au 12 octobre.

## Publications
- Examen des conditions du mode d'adjudication des travaux publics, Paris, Bachelier, 1826.
- Mémoire sur le canal de l'Ourcq et la distribution de ses eaux... par P.-S. Girard.  Tome II, Publié par Louis-Joseph Favier, Paris, Carilian-Goeuvry et V. Dalmont, 1831 et 1843.
- Essai sur les lois du mouvement de traction et leur application au tracé des voies de communication, Paris, Carilian-Goeuvry et V. Dalmont, 1841.
- Observations sur les nivellements exécutés de l'isthme de Suez en 1799 et 1847, Paris, V. Dalmont, 1855, Extrait des Annales des Ponts et Chaussées, t. IX.